# Gypsophila muralis
Gypsophila muralis là loài thực vật có hoa thuộc họ Cẩm chướng. Loài này được Carl von Linné mô tả khoa học đầu tiên năm 1753.